# L'Année de la comète
Pour plus de détails, voir Fiche technique et Distribution.
L'Année de la comète (Year of the Comet) est un film américain réalisé par Peter Yates, sorti en 1992.

## Synopsis
Margaret, une jeune œnologue, est dépêchée en Écosse par son père Mason Harwood de l'entreprise familiale londonienne Harwood Ltd pour expertiser le contenu d'une cave d'un châtelain qui vient de décéder. Elle y découvre une rarissime et grande bouteille de l'exceptionnelle cuvée Lafitte de « l'année de l'apparition de la grande comète de 1811 ». Informé par sa fille, Mason Harwood estime le fameux breuvage à un million de dollars et trouve un acquéreur en la personne du riche américain T. T. Kelleher. Celui-ci délègue en Écosse son adjoint Oliver Plexico pour rapatrier le précieux nectar en compagnie de Margaret. Mais la fameuse bouteille est convoitée par le criminel français Philippe et ses acolytes prêts à tout pour la leur ravir...

## Fiche technique
- Titre original : Year of the Comet
- Titre français : L'Année de la comète
- Réalisation : Peter Yates
- Scénario : William Goldman
- Direction artistique : Desmond Crowe, Chris Seagers, Damien Lanfranchi (équipe française)
- Décors : Anthony Pratt, Stephenie McMillan
- Costumes : Marilyn Vance-Straker, Rosemary Burrows, Pat Williamson
- Photographie : Roger Pratt, et Adam Dale pour les prises de vue en hélicoptère
- Effets spéciaux : Joss Williams, Trevor Neighbour, Andy Williams
- Son : Tony Bell, Don Sharpe, Ken Weston
- Montage : Ray Lovejoy
- Musique : Hummie Mann
- Production : Peter Yates, Nigel Wooll
- Producteur exécutif : Phil Kellogg
- Sociétés de production : Castle Rock Entertainment (États-Unis), New Line Cinema (États-Unis)
- Société de distribution : Columbia Pictures-Sony Pictures (États-Unis)
- Budget : 12 millions $
- Pays de production :  États-Unis
- Langue originale : anglais
- Format : 35 mm — couleur — 2.35:1 Panavision — son Dolby
- Genre : comédie
- Durée : 91 min
- Dates de sortie :
  - États-Unis : 24 avril 1992
- (USA) Classification MPAA : PG-13 - Parents Strongly Cautioned (certaines scènes peuvent heurter les enfants de -13 ans)[1]
- Film inédit dans les salles françaises[2]

## Distribution
- Penelope Ann Miller : « Maggie » Margaret Harwood
- Tim Daly : Oliver Plexico
- Louis Jourdan : Philippe
- Ian Richardson : Sir Mason Harwood
- Timothy Bentinck : Richard Harwood
- Nick Brimble : Jamie
- Jacques Mathou : le docteur Roget
- Shane Rimmer : T. T. Kelleher
- Arturo Venegas : Luis

## Bande originale
- Chansons et musique éditée par Varèse Sarabande[3] :
  - Musique instrumentale de Hummie Mann
  - Chanson Alot of Livin’ to do, paroles de Lee Adams et musique de Charles Strouse
  - Chanson I Just Need a Pick Axe to Break Your (Heart of Stone), paroles de Susan Marder et musique de Susan Marder/Hummie Mann
  - Musique additionnelle : Une petite musique de nuit de Wolfgang Amadeus Mozart, arrangée par Charlotte Georg (alias Lee Ashley)

## Tournage
- Période prises de vue : 28 mai au 23 août 1991[4]
- Extérieurs :
  - France : Villefranche-sur-Mer/Côte d'Azur (Alpes-Maritimes)
  - Royaume-Uni : Londres, Iver Heath (Angleterre), Kyleakin, Skye, Highlands (Écosse)
  - États-Unis : Valencia (Californie)
- Intérieurs : Pinewood Studios (Royaume-Uni)